# Beleihung
Durch die Rechtsfigur der Beleihung wird die Befugnis zur Wahrnehmung hoheitlicher Aufgaben in den Handlungsformen des öffentlichen Rechts auf juristische Personen des privaten Rechts oder natürliche Personen übertragen. Es handelt sich um einen Fall der mittelbaren Staatsverwaltung.
Der Begriff des „Beliehenen“ (auch: „beliehener Unternehmer“) wurde von dem deutschen Verwaltungsjuristen Otto Mayer geprägt. Er hat jedoch keinen unmittelbaren Eingang in das Verwaltungsverfahrensgesetz des Bundes gefunden, wird aber beispielsweise in § 24 Abs. 1 des Allgemeinen Verwaltungsgesetzes für das Land Schleswig-Holstein als „Übertragung von Aufgaben der öffentlichen Verwaltung auf natürliche und juristische Personen des Privatrechts sowie nicht rechtsfähige Vereinigungen zur Erledigung in den Handlungsformen des öffentlichen Rechts“ umschrieben.

## Wesen und Voraussetzungen der Beleihung
Bei der Erfüllung hoheitlicher Aufgaben kann es sachgerecht sein, privaten Sachverstand oder bereits vorhandene private Kapazitäten zu nutzen. Die Beleihung ermöglicht es dem Staat, sich durch Deregulierung und Privatisierung zu entlasten. Grenze der Beleihung ist lediglich die Erfüllung staatlicher Kernaufgaben, die nicht delegiert werden dürfen (z. B. Aufgaben der Polizei oder der Finanzverwaltung).
Die Beleihung führt dazu, dass Privatpersonen (natürliche und juristische Personen) Verwaltungsaufgaben selbständig wahrnehmen. Ihnen werden im Gegensatz zum Verwaltungshelfer, der als bloßes „Werkzeug“ oder „Erfüllungsgehilfe“ des Hoheitsträgers weisungsgebunden ist, eigene Entscheidungskompetenzen übertragen. Dabei handelt es sich um eine Ausnahme von dem Grundsatz, dass nur Beamten im statusrechtlichen Sinn, die in einem öffentlich-rechtlichen Dienst- und Treueverhältnis stehen, hoheitliche Befugnisse übertragen werden dürfen (Art. 33 Abs. 4 GG). Dem Gesetzgeber steht ein weiter Entscheidungsspielraum zu, ob und inwieweit er öffentliche Aufgaben durch eigene Organe oder durch Beliehene erfüllen will. Beliehener und Verwaltungshelfer sind jedoch Beamte im haftungsrechtlichen Sinn mit der Folge, dass die Verantwortlichkeit für eine Amtspflichtverletzung grundsätzlich den Staat trifft und ihre persönliche Haftung ausscheidet (Art. 34 Satz 1 GG).
Eine Beleihung darf nur durch oder aufgrund eines Gesetzes erfolgen. Der Gesetzesvorbehalt betrifft nicht nur das „Ob“ einer Beleihung, sondern umfasst auch deren wesentliche Modalitäten („Wie“). So muss der Gesetzgeber die Befugnisse und Pflichten des Beliehenen ebenso benennen wie eventuelle Mitwirkungs-, Duldungs- und  Unterlassungspflichten der Dritten gegenüber dem Beliehenen. Außerdem müssen weitere Voraussetzungen erfüllt sein. So muss der beleihende Hoheitsträger zumindest die Rechtsaufsicht über den Beliehenen ausüben. Die Notwendigkeit einer Fachaufsicht ist umstritten, wie z. B. die Kontroverse zwischen Bundesrat und Bundesregierung zur Frage der Fachaufsicht bei der Deutschen Gesetzlichen Unfallversicherung e. V. zeigt.
Da der Beliehene mit der hoheitlichen Wahrnehmung von Verwaltungsaufgaben betraut ist, zählt er zur vollziehenden Gewalt i. S. d. Art. 1 Abs. 3 GG. Gleichgültig ob er öffentlichrechtlich oder privatrechtlich tätig wird, unterliegt er damit der Grundrechtsbindung.

## Spezialgesetzliche Regelungen
Die zahlreichen gesetzlichen Fälle einer Beleihung sind nicht einheitlich geregelt und folgen keiner klaren Dogmatik, was die wissenschaftliche Literatur kritisiert.
Ebenso uneinheitlich ist die Frage nach der Ausgestaltung des Rechtsverhältnisses zwischen dem Beliehenen und Dritten (öffentlich- oder privatrechtlich) sowie – davon abhängig – die Frage des Rechtswegs gegen Entscheidungen des Beliehenen (Verwaltungs- oder Zivilrechtsweg). Dazu bedarf es im Einzelfall einer genauen Prüfung der jeweiligen Vorschrift einschließlich etwaiger landesrechtlicher Besonderheiten.
Beispiele für eine Beleihung, ohne dass diese im Gesetz auch immer so benannt würde, enthalten § 2 Öko-Kennzeichengesetz, § 2 Abs. 3 Öko-Landbaugesetz (ÖLG) für Kontrollstellen, § 4 Autobahnmautgesetz für schwere Nutzfahrzeuge (ABMG), § 10 Kraft-Wärme-Koppelungsgesetz (KWKG), § 20 Abs. 1 Treibhausgas-Emissionshandelsgesetz, §§ 17–19 Elektro- und Elektronikgerätegesetz (ElektroG), § 5 Bundeswertpapierverwaltungsgesetz, §§ 5, 12 Luftsicherheitsgesetz, §§ 3, 7 Altersvorsorgeverträge-Zertifizierungsgesetz und das  Akkreditierungsstellengesetz, § 44 Abs. 3 Bundeshaushaltsordnung (BHO).

## Praktische Beispiele
Zum Beispiel sind die Ingenieure der technischen Überwachungsvereine (TÜV) und anderer Prüfgesellschaften bei der regelmäßigen Hauptuntersuchung von Kraftfahrzeugen Beliehene. Für die Durchführung der Fahrerlaubnisprüfung sind die amtlich anerkannten Sachverständigen oder Prüfer (aaSoP) für den Kraftfahrzeugverkehr zuständig  (TÜV/DEKRA).
Auch die Prüfingenieure für Bautechnik, Bezirksschornsteinfeger, Prüfstellen, Notare (wenn sie nicht Amtsnotare sind), Öffentlich bestellte Vermessungsingenieure (kurz ÖbVI) und Fleischbeschauer sind beliehene natürliche Personen. Ebenso gilt dies für die Angehörigen von privaten Unternehmen, die im Auftrag der Bundespolizei an deutschen Flughäfen die Zugangskontrollen zu den Sicherheitsbereichen durchführen (Passagiere, Flugpersonal, Warenlieferungen etc.). Sie treffen auf Grund der Beleihung durch die Verwaltung selbst die Entscheidung über hoheitliche Maßnahmen.

### Toll Collect
Im Wege der Beleihung hat das Bundesamt für Güterverkehr die Toll Collect GmbH mit der Überwachung der LKW-Maut in Deutschland beauftragt.

### Flug- und Schiffskapitäne
Auch der Flugkapitän ist nach § 12 Abs. 1 Luftsicherheitsgesetz Beliehener, soweit er „für die Aufrechterhaltung der Sicherheit und Ordnung an Bord des im Flug befindlichen Luftfahrzeuges“ sorgt, ebenso der Schiffskapitän nach § 121 Seearbeitsgesetz.

### Hoheitliche Aufgaben von Berufsverbänden
Der Berufsverband Deutscher Psychologinnen und Psychologen wurde in § 71 FEV mit der Aufgabe der amtlichen Anerkennung verkehrspsychologischer Berater beliehen. Diese staatliche Beleihung wurde kontrovers diskutiert, da hierfür angeblich eine explizite gesetzliche Ermächtigung fehle.
Das Bundesverfassungsgericht hat die Verbände der Ersatzkassen als beliehene juristische Personen eingestuft.
Der Verband der Privaten Krankenversicherung ist damit beliehen, Art, Umfang und Höhe der Leistungen im Basistarif und im Notlagentarif festzulegen (§ 158 Abs. 2 VAG).